# Đại học Vongchavalitkul
Đại học Vongchavalitkul (VU) là một trường đại học tư thục ở tỉnh Nakhon Ratchasima, Thái Lan. Trường cao đẳng Vongchavalitkul, tiền thân Đại học Vongchavalitkul ngày nay được thành lập năm 1984 và được nâng cấp thành địa học năm 1994. Trường hiện có 26 chương trình đào tạo đại học, 3 chương trình cao học và hai chương trình tiến sĩ.